# Turid Eng

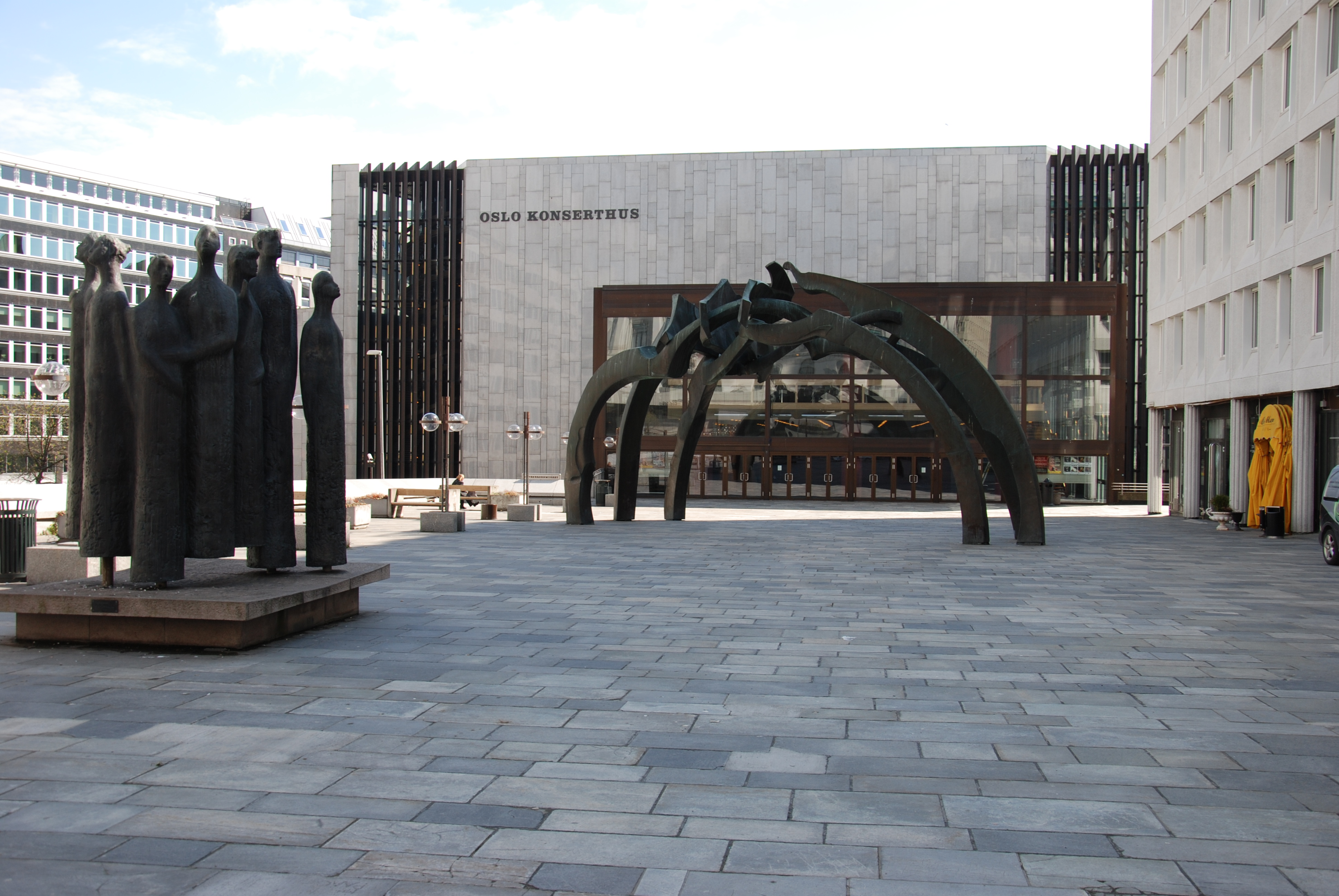
Heptakord (till vänster) framför Oslo Konserthus

Turid Angell Eng, född 21 oktober 1937, är en norsk tecknare och skulptör.
Turid Eng utbildade sig i grafik på  Statens håndverks- og kunstindustriskole i Oslo 1954-57 och i skulptur vid Statens Kunstakademi i Oslo 1971-75.

## Verk i urval
- Tryllefløyten, 1977, Nordtvedt skole, Oslo
- Steinhoggerne, 1977, Kreditbanken i  Halden
- Heptakord, brons, 1983, utanför Oslo Konserthus
- Maria med barnet, 1984, i Oslo domkyrka